# Towarzystwo Ubezpieczeń „Przezorność”

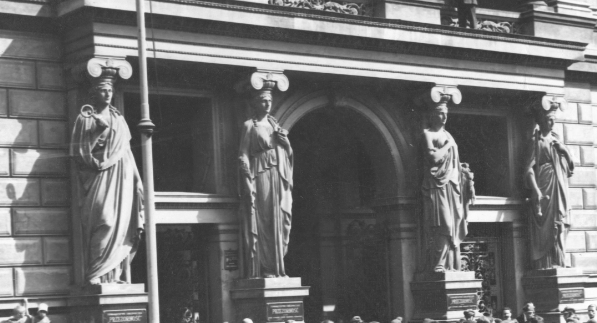
Pałac Leopolda Kronenberga - siedziba Towarzystwa Ubezpieczeń "Przezorność" (1930 r.). Na cokołach posągów przy wejściu widoczne są tablice z nazwą firmy.

Towarzystwo Ubezpieczeń „Przezorność” Spółka Akcyjna – firma ubezpieczeniowa powstała w 1891 roku.
Siedziba główna mieściła się przy Placu Małachowskiego 4 w Warszawie (od 1937 r. przy Placu Napoleona 9 – obecnie Plac Powstańców Warszawy). Oddziały zlokalizowane były także w kilku największych miastach na ziemiach polskich: Katowicach (ul. Piłsudskiego 25), Lwowie (ul. Batorego 6), Poznaniu (pl. Wolności 14) i Wilnie (ul. Mickiewicza 26).
W 1927 r. firma została przejęta przez brytyjskie towarzystwo ubezpieczeń The Prudential Assurance Company Ltd. poprzez wykupienie większościowego pakietu akcji. W latach 30 XX w. Prudential prowadził w Polsce sprzedaż ubezpieczeń pod szyldem TU „Przezorność” SA.
Przedsiębiorstwo zostało ostatecznie zlikwidowane na mocy dekretu rządowego z dnia 3 stycznia 1947 r. o Powszechnym Zakładzie Ubezpieczeń Wzajemnych.

## Galeria

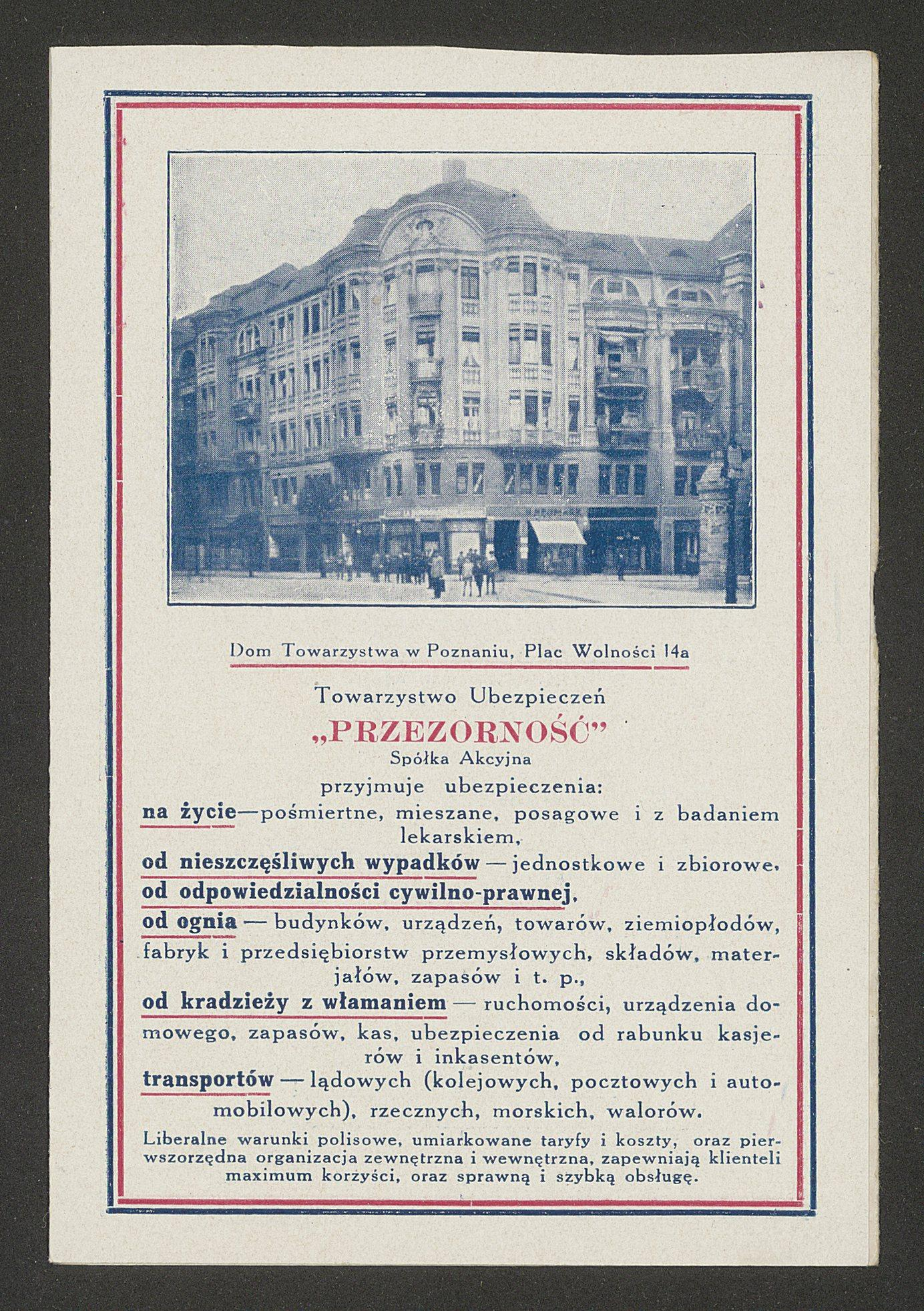
Ulotka z 1932 r. przedstawiająca informacje o ubezpieczeniach oferowanych przez Towarzystwo Ubezpieczeń "Przezorność"
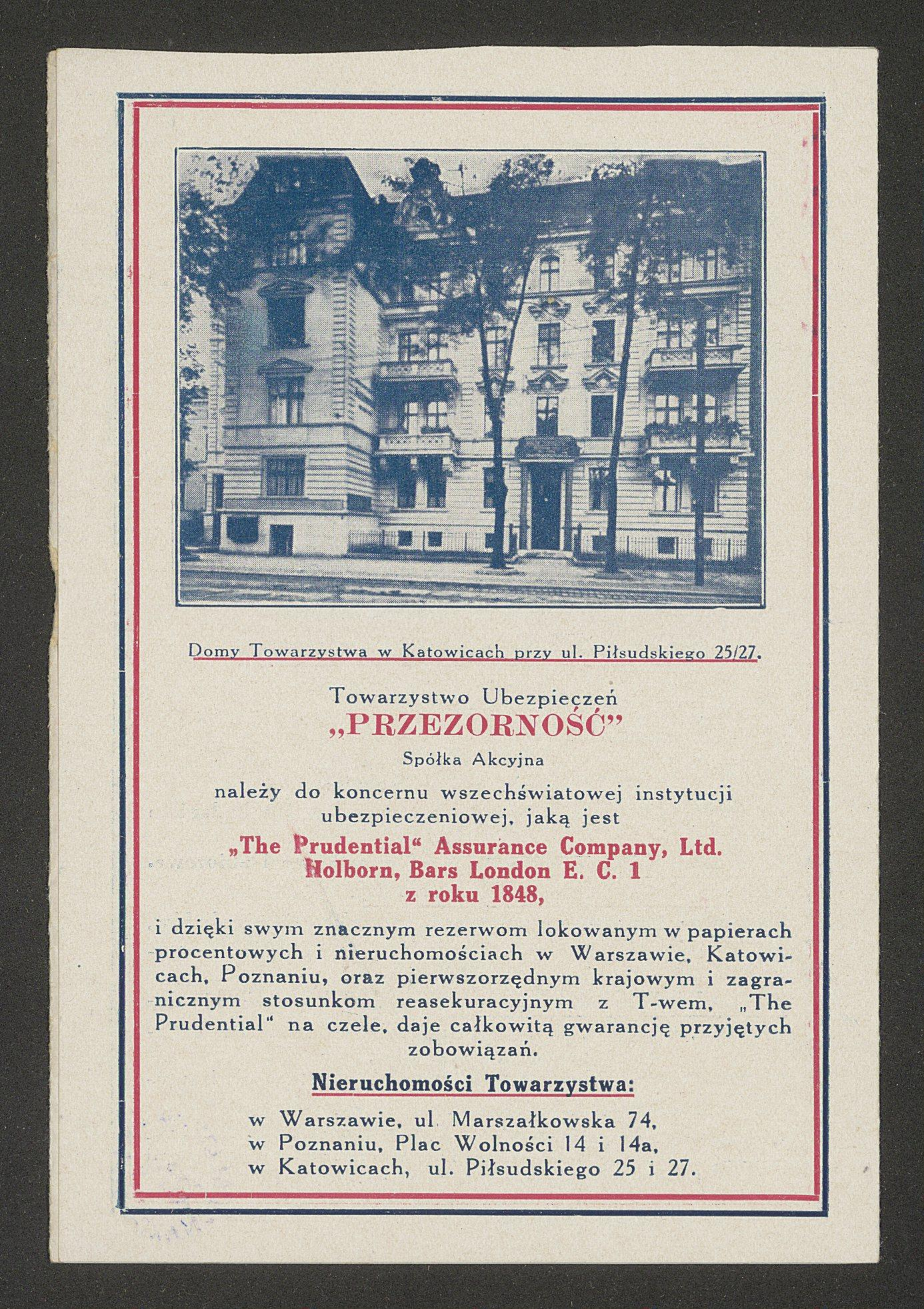
Ulotka z 1932 r. przedstawiająca informacje o zabezpieczeniach majątkowych Towarzystwa Ubezpieczeń "Przezorność"
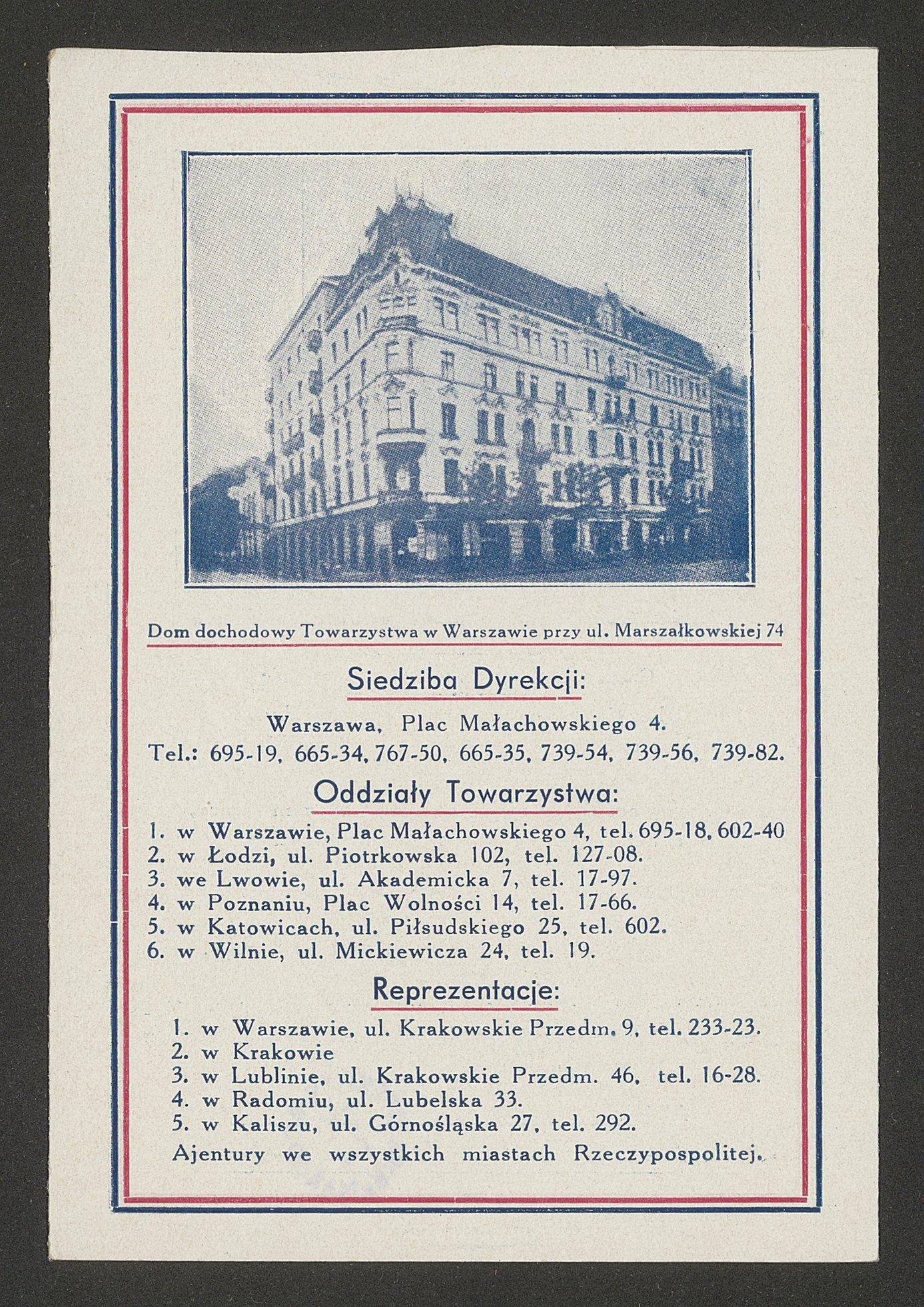
Ulotka z 1932 r. przedstawiająca informacje o lokalizacji oddziałów Towarzystwa Ubezpieczeń "Przezorność" wraz z danymi kontaktowymi